# Sunrise Avenue
I Sunrise Avenue sono stati un gruppo musicale rock finlandese formato a Helsinki nel 2002.
Il loro stile varia dall'hard rock al rock melodico, con ballate quali Heal Me. Il loro singolo di maggior successo è stato Fairytale Gone Bad, grazie al quale si sono piazzati nelle posizioni più alte di molte classifiche europee.
Choose to Be Me è stata scelta dalla rete televisiva RTL II, come colonna sonora ufficiale per l'edizione tedesca 2008 del reality show "Grande Fratello".
Il cantante del gruppo, Samu Haber, ha svolto il ruolo di coach nel programma televisivo tedesco The Voice of Germany nel 2013 e nel 2014.

## Componenti

### Ultima formazione
- Samu Haber: autore dei testi, lead vocals, chitarra
- Raul Ruutu: basso, backing vocals
- Riku Rajamaa: chitarra
- Sami Osala: batteria

### Ex-componenti
- Janne Kärkkäinen (2002-2007): chitarra, backing vocals
- Jukka Backlund (2006-2008): tastiere

## Discografia

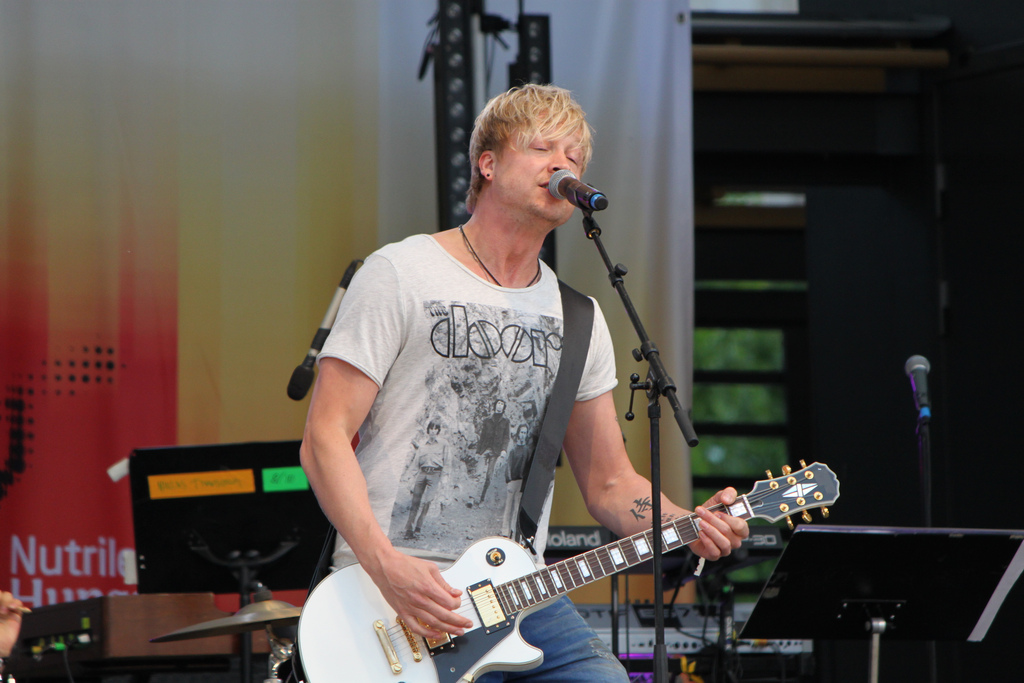
Samu Haber in concerto nel 2011.

### Album
- 2006 - On the Way to Wonderland
- 2009 - Popgasm
- 2010 - Acoustic Tour 2010
- 2011 - Out of Style
- 2013 - Unholy Ground
- 2017 - Heartbreak Century

### Singoli
- 2006 - All Because of You
- 2006 - Romeo
- 2006 - Fairytale Gone Bad
- 2007 - Forever Yours
- 2007 - Diamonds
- 2007 - Heal Me
- 2008 - Choose to Be Me
- 2009 - The Whole Story
- 2011 - Hollywood Hills
- 2011 - I don't dance
- 2011 - Somebody help me
- 2012 - Damn silence
- 2014 - You Can Never Be Ready

| 2006 | All Because Of You              | On the Way to Wonderland | 11 |    |    |    |    |   |    |   |    |    |
| 2006 | Romeo                           | On the Way to Wonderland | 4  |    |    |    |    |   |    |   |    |    |
| 2006 | Fairytale Gone Bad              | On the Way to Wonderland | 2  | 2  | 3  | 3  | 10 | 8 | 23 | 1 | 14 |    |
| 2007 | Forever Yours                   | On the Way to Wonderland |    | 82 | 42 | 35 |    |   |    |   |    | 19 |
| 2007 | Diamonds                        | On the Way to Wonderland | 14 |    |    |    |    |   |    |   |    |    |
| 2007 | Heal Me                         | On the Way to Wonderland | 16 |    |    | 58 | 28 |   |    |   |    |    |
| 2007 | Fairytale Gone Bad [Re-release] | On the Way to Wonderland |    |    |    | 53 |    |   |    |   |    |    |

### DVD
- Live in Wonderland (2007)
- Out of style live edition (2012)

## Riconoscimenti
- Disco di platino per l'album On the Way to Wonderland in Finlandia
- Disco d'oro per l'album On the Way to Wonderland in Germania
- Disco d'oro per l'album On the Way to Wonderland in Svizzera
- Disco d'oro per l'album On the Way to Wonderland in Austria
- Disco di platino per il singolo Fairytale Gone Bad in Finlandia
- Disco d'oro per il singolo Forever Yours in Finlandia
- Disco di platino per il singolo Hollywood hills in Germania, Svizzera
- Doppio disco di platino per il singolo Hollywood hills in Svezia
- Disco d'oro per il singolo Hollywood hills in Finlandia, Austria